# Pérou aux Jeux olympiques d'été de 2000
Le Pérou participe aux Jeux olympiques d'été de 2000 à Sydney. Sa délégation est composée de 21 athlètes répartis dans 7 sports et son porte-drapeau est Rosa García. Au terme des Olympiades, la nation n'est pas à proprement classée puisqu'elle ne remporte aucune médaille. 

## Nombre d'athlètes qualifiés par sport
Voici la liste des qualifiés et sélectionnés  Péruviens par sport (remplaçants compris) :
| Sport      | Hommes | Femmes | Total |
| ---------- | ------ | ------ | ----- |
| Athlétisme | 1      | 1      | 2     |

## Liste des médaillés péruviens
Aucun athlète péruvien ne remporte de médaille durant ces JO.

## Athlétisme

### Hommes
| Athlète    | Épreuve         | Qualification | Qualification | Finale      | Finale  |
| Athlète    | Épreuve         | Performance   | Rang          | Performance | Rang    |
| ---------- | --------------- | ------------- | ------------- | ----------- | ------- |
| Hugo Munoz | Saut en hauteur | NH            | /             | Eliminé     | Eliminé |

### Femmes
| Athlète        | Épreuve  | Séries      | Séries      | Quarts de finale | Quarts de finale | Demi-finales | Demi-finales | Finale          | Finale |
| Athlète        | Épreuve  | Temps       | Rang        | Temps            | Rang             | Temps        | Rang         | Temps           | Rang   |
| -------------- | -------- | ----------- | ----------- | ---------------- | ---------------- | ------------ | ------------ | --------------- | ------ |
| Maria Portillo | Marathon | Non disputé | Non disputé | Non disputé      | Non disputé      | Non disputé  | Non disputé  | 2 h 36 min 50 s | 32e    |